# Stazione di Hikari
La stazione di Hikari (光?, Hikari-eki) è una fermata ferroviaria situata nella città di Hikari, nella prefettura di Yamaguchi in Giappone. Si trova lungo la linea principale Sanyō della JR West.

## Linee e servizi
JR West
■ Linea principale Sanyō

## Caratteristiche
La fermata è dotata di un marciapiede laterale e uno a isola con tre binari in superficie collegati da sovrappassaggio. La biglietteria è aperta dalle 7:00 alle 20:10.
| 2   | ■ Linea principale Sanyō | per Tokuyama e Hōfu     |
| 5-6 | ■ Linea principale Sanyō | per Iwakuni e Hiroshima |

## Stazioni adiacenti
| «                      | Servizio               | »                      |
| Linea principale Sanyō | Linea principale Sanyō | Linea principale Sanyō |
| ---------------------- | ---------------------- | ---------------------- |
| Shimata                | Locale                 | Kudamatsu              |